# Земское ополчение 1812 года
Земское ополчение 1812 года — иррегулярные воинские формирования, организованные для защиты России от наполеоновских войск в Отечественной войне 1812 года.

## Формирование ополчения
Манифест Александра I от 6 (18) июля 1812 года и его воззвание к жителям «Первопрестольной столицы нашей Москвы» содержат призыв выступить зачинателями «народного вооружения». Начавшийся повсеместный созыв земских ополчений был ограничен Манифестом от 18 (30) июля «О составлении временного внутреннего ополчения» 16-ю центральными губерниями, прилегавшими к сложившемуся театру военных действий, которые разделили на три округа.
Первый (I-й) округ: Московская, Тверская, Ярославская, Владимирская, Рязанская, Тульская, Калужская, Смоленская губернии, предназначался для обороны Москвы.
Второй (II-й) округ: Санкт-Петербургская и Новгородская губернии, обеспечивал «охранение» столицы — для обороны Санкт-Петербурга.
Третий (III-й) (Резервный) округ: Казанская, Нижегородская, Пензенская, Костромская, Симбирская и Вятская губернии — для составления резерва, должны были служить резервом двух первых ополченских округов.
Остальным губерниям предписывалось оставаться «без действия», пока «не будет надобности употребить их к равномерным Отечеству жертвам и услугам».
Всего было выставлено более 400 тысяч ополченцев. Ратники ополчения были сведены в пешие и конные полки и дружины, делившиеся на батальоны, сотни и десятки. Часть ополчения действовала в 1813—1814 годах даже за пределами России — под Данцигом и при блокаде Дрездена и Гамбурга.
Формирование ополчения из крестьянства шло по образу и подобию рекрутских наборов, но без обязанностей, свойственных регулярной армии. Представители дворянского сословия (офицерские кадры) записывались в ополчение добровольно. Ополчение принимало участие в отдельных боевых действиях, но в основном выполняло черновую работу в виде строительства бастионов, палисадов, копания рвов и т. п.

## Московское народное ополчение
6 июля 1812 года был издан высочайший манифест императора Александра I, предписывавший дворянам формировать ополчение из своих крепостных, самим вступать в него и выбирать командующего над собой. В один день с манифестом вышло воззвание «Первопрестольной столице нашей Москве», содержащее призыв к москвичам организовать ополчение. То, что специального обращения более не удостоился ни один город империи, не только льстило москвичам, но и указывало на особое внимание к древней столице со стороны верховной власти.
12 июля 1812 года Александр I прибыл в Москву. Немедленно был составлен комитет по организации московского ополчения, состоявший из А. А. Аракчеева, А. Д. Балашова и А. С. Шишкова, председательствовал в котором Ф. В. Ростопчин. Комитет выработал положение об организации московской военной силы, впоследствии послужившее образцом для других губерний. Согласно ему, создавались два подкомитета: первый — для организации приёма ополченцев, второй — для организации приёма денег, провианта, фуража, оружия и прочего необходимого имущества. Председательствовал в обоих военный губернатор.
Московская военная сила должна была быть представлена конными и пешими казацкими и егерскими полками. Для ополченцев назначалась особая форма одежды: русские серые кафтаны длиной до колена, длинные шаровары, рубашки с косым воротом, шейный платок, кушак, фуражка и смазные сапоги. Зимой под кафтан полагалось надевать овчинный полушубок. На головной убор помещалась кокарда с девизом: «За веру и царя». Офицеры носили обычный армейский мундир. Полковым и батальонным командирам жалование не назначалось «по важности звания… и из усердия к Отечеству». Офицеры ополчения награждались так же, как и армейские, для рядовых ополченцев назначалась особая медаль за храбрость, с пожизненным денежным содержанием. Всем изувеченным ополченцам, не имеющим достатка, назначалась пенсия. В ополчение принимались крепостные, добровольно предоставленные дворянами. Отставные офицеры сохраняли своё прежнее звание, а гражданские чиновники вступали с потерей одного классного чина.
Исходной точкой сбора народного ополчения стало собрание московского купечества и дворянства по случаю приезда в древнюю столицу императора, состоявшееся в Слободском дворце 15 июля 1812 года. Представители благородного и купеческого сословий были размещены в разных залах. Многие современники после с восторгом вспоминали это событие, считая его вершиной проявления русского патриотизма. Вот, как описывал поведение московских купцов Ростопчин:

…Я был поражен тем впечатлением, которое произвело чтение манифеста. Сначала обнаружился гнев; но когда Шишков дошёл до того места, где говорится, что враг идет с лестью на устах, но с цепями в руке — тогда негодование прорвалось наружу и достигло своего апогея: присутствующие ударяли себя по голове, рвали на себе волосы, ломали руки, видно было, как слезы ярости текли по этим лицам, напоминающим лица древних. Я видел человека, скрежетавшего зубами. За шумом не слышно было, что говорили эти люди, но то были угрозы, крики ярости, стоны. Это было единственное, в своем роде, зрелище, потому что русский человек выражал свои чувства свободно и, забывая, что он раб, приходил в негодование, когда ему угрожали цепями, которые готовил чужеземец, и предпочитал смерть позору быть побежденным.
Другой участник собрания, Сергей Николаевич Глинка, вспоминал: «Жалостью сердечной закипели души русского купечества. Казалось, что в каждом гражданине воскрес дух Минина. Гремел общий голос: „Государь! Возьми все — и имущество, и жизнь нашу!“ Вслед за удалявшимся государем летели те же клики и души ревностных граждан».
Было предложено выставить одного ратника с десяти душ, обеспеченного продовольствием на три месяца. Богатейшие дворяне: граф М. А. Дмитриев-Мамонов и граф Салтыков выступили с инициативой сформировать два казачьих полка за свой счёт и из своих крестьян. Помещики Н. Н. Демидов и князь Н. С. Гагарин взяли на финансирование формирующиеся 1-й егерский и 2-й пехотный полки. Результаты собрания превзошли ожидания. Дворяне были готовы выставить 32 000 ополченцев, а купцы собрали 2 400 000 рублей. Поэтому царь высоко оценил работу московского главнокомандующего Ростопчина, пожаловав ему эполеты с собственным вензелем.
16 июля московские дворяне вновь собрались, теперь для избрания командующего ополчением. Результаты голосования были следующие: из 490 депутатов за М. И. Кутузова проголосовали 243, за Ф. В. Ростопчина — 225, И. В. Гудовича — 198, И. И. Моркова — 58, Н. А. Татищева — 37, П. А. Толстого — 19 и С. С. Апраксина — 17. Максимум голосов собрал Кутузов, популярный в то время по всей России, но он 17 июля был избран командующим Петербургским ополчением, что исключало его из списка претендентов. Ростопчин также не мог замещать место командующего в связи с тем, что ранее уже был назначен начальником первого округа ополчений. Его предшественник, фельдмаршал И. В. Гудович не мог исполнять обязанности по старости. Поэтому командующим московской военной силой был назначен граф И. И. Морков.
Высочайшим манифестом от 18 июля 1812 года для организации ополчения назначались 17 губерний, разделённых на три округа: первый — для защиты Москвы, начальником которого был назначен Ростопчин, второй — для охраны Санкт-Петербурга и третий резервный. В московский округ, кроме непосредственно Москвы и Московской губернии входили ещё Тверская, Ярославская, Владимирская, Рязанская, Тульская, Калужская и Смоленская губернии.
Московская губерния в июле-сентябре дала наибольшее по России ополчение — около 28 000, против 12—15 тысяч в сопредельных губерниях, и это при том, что помещичьих крестьян в ней (305 248) было меньше чем в Тверской (332 656), Владимирской (312 935), Рязанской (353 225), Тульской (400 812), Калужской (318 353) и Смоленской (373 277).
Пропагандистская деятельность Ростопчина немало способствовала патриотическому подъёму среди москвичей, что позволило столичной губернии выставить максимальное по России земское войско. Ополчение Московской губернии было собрано всего за месяц, и к 26 августа его формирование практически завершилось, хотя и продолжалось до 30 августа, когда 5 уездов губернии перешли под управление военного командования. 18 августа в Рузе, Можайске и Верее, то есть городах непосредственно приближенных к месту будущего генерального сражения, находилось восемь пехотных и три егерских полка, общей численностью 24 709 ратника, а ко дню сражения около 28 тысяч. На 20 августа по Московской губернии в недоборе числились до 2200 ополченцев, то есть не более 8 % от предполагаемого количества.
10 августа граф Морков вступил в командование московской военной силой. На следующий день три полка выступили к Можайску. 14 августа Ростопчин рассчитывал направить туда уже 16 000 ратников. Уже к 26 августа в распоряжение русской армии поступило около 25 тысяч ополченцев, не менее 19 тысяч из которых приняли непосредственное участие в Бородинском сражении. Московское ополчение (около 30 % личного состава) было вооружено практически всем исправным огнестрельным оружием, имевшимся в городском арсенале.
Многие ополченцы геройски проявили себя при Бородине. Подполковник Рославлев со своим батальоном 2-го егерского полка несколько раз отражал нападения неприятеля и был ранен осколком ядра; камер-юнкер Баранов, капитаны Лулудака и князь Волконский, подполковник Караулов и ещё ряд офицеров ополчения названы достойными подражания за беспримерную храбрость в сражении. Образец мужества показали майор Корсаков, подпоручик Дуров. Не меньше отличились и рядовые ратники: Анисим Антонов, Кондрат Иванов, Савелий Кириллов и многие другие неизвестные герои.
После Бородинского сражения 6 тыс. московских ополченцев сопровождали обозы с ранеными к Москве, пресекали беспорядки и мародерство. 29 августа 1-3-й егерские полки, 1-3-й и 5-7-й пешие полки, всего около 14 тыс. человек из Московского ополчения были распределены по полкам 1-й и 2-й армий для восполнения потерь. 4-й и 8-й пешие полки были приданы к 3-му и 7-му пехотным корпусам и к 27-й пехотной дивизии и участвовали в боях при Чирикове, Тарутине, Малоярославце, Красном. В конце 1812 года из них были составлены гарнизоны Орши и Борисова. Основная масса распределенных в регулярные полки ополченцев выбыла из строя вследствие тяжелых условий похода. Часть ратников, выделенная для сопровождения раненых, разошлась по домам или присоединилась к другим ополчениям.
По указу от 30 марта 1813 года Московское ополчение было распущено. Но этот указ фактически распространялся только на ратников, находившихся в пределах России, а прочие в составе армии вернулись домой только в 1814 году.

### Командование
I-й (Московский) округ ополчения — Московский военный генерал-губернатор, генерал от инфантерии Ф. В. Ростопчин.
- Московское ополчение — генерал-лейтенант И. И. Морков;
- Тверское ополчение — генерал-лейтенант Я. И. Тыртов[3];
- Ярославское ополчение — генерал-майор Я. И. Дедюлин;
- Владимирское ополчение — генерал-лейтенант Б. А. Голицын;
- Рязанское ополчение — генерал-майор Л. Д. Измайлов;
- Тульское ополчение — гражданский губернатор, тайный советник Н. И. Богданов[4], с 16.11. 1812 г. — генерал-майор И. И. Миллер;
- Калужское ополчение — генерал-лейтенант В. Ф. Шепелев[5];
- Смоленское ополчение — генерал-лейтенант Н. П. Лебедев;

## Петербургское народное ополчение
В Санкт-Петербурге первое (11-тысячное) ополчение было собрано в мае 1806 года. В боевых действиях оно участия не принимало, занималось охраной побережья Финского залива на случай нападения Наполеона на северную столицу и было распущено в мае 1809 года.
В июле—августе 1812 года в столице было организовано второе народное ополчение, в которое записались 16,5 тысяч человек, и среди них некоторые известные впоследствии писатели (М. Н. Загоскин, И. И. Лажечников и др.). Ополченцы или, как их тогда называли, «ратники» были распределены по 18 пехотным и 2 кавалерийским полкам. Петербургское ополчение было передано в распоряжение корпуса Витгенштейна, который защищал подходы к столице империи.
Петербургское ополчение ярко проявило себя при преследовании наполеоновских войск, в том числе при форсировании Березины и особенно при взятии Полоцка. Во время зарубежного похода русской армии принимало участие в осаде Данцига, Дрездена; многие ополченцы дошли и до Парижа. По возвращении в Санкт-Петербург в 1814 году ополчение было распущено; на месте его торжественной встречи жителями города воздвигнуты Нарвские триумфальные ворота.

### Командование
II-й (С.-Петербургский) округ ополчения — генерал от инфантерии М. И. Кутузов (Голенищев-Кутузов), с 27.08. по 22.09.1812 г. — генерал-лейтенант П. И. Меллер-Закомельский, затем — сенатор А. А. Бибиков.
- С.-Петербургское ополчение — генерал от инфантерии М. И. Кутузов (Голенищев-Кутузов), с 8.08.1812 г. генерал-лейтенант П. И. Меллер-Закомельский;
- Новгородское ополчение — генерал от инфантерии Н. С. Свечин, с 09.1812 г. — исполнял обязанности по совместительству генерал-лейтенант П. И. Меллер-Закомельский, А. А. Жеребцов.

## III-й Поволжский округ ополчения
На территории Поволжья был организован 3-й (Резервный) округ в составе: Нижегородской, Симбирской, Казанской, Костромской, Пензенской и Вятской губерний.
Известно, что Казанское и Вятское ополчение насчитывало до 3300 ратников.
Основной контингент ополчения составляли крепостные крестьяне, которых принимали только с ведома помещика (4 человека в возрасте 17—45 лет на 100 крепостных душ). Ремесленники, мещане, духовенство, интеллигенция вступали в ополчение добровольно. Командный состав избирался из числа отставного офицерства и чиновников.
Рядовые воины вооружались преимущественно холодным оружием (пики и топоры, унтер-офицеры — сабли), но в ходе войны перевооружались ружьями. Организация ополчения была близка к армейской: конный полк включал 10 эскадронов, а пехотный — 4 батальона по 4 сотни (150 воинов) в каждом.
В начале декабря 1812 года Поволжское ополчение III округа под начальством генерал-лейтенанта П. А. Толстого выступило в Заграничный поход. Отечественная война 1812 года была близка к завершению, поэтому перед ополчением, участвовавшим в кампании 1813—1814 годов, русским командованием ставилась задача по ликвидации отдельных французских гарнизонов в бассейнах рек Вислы, Одера, Эльбы. В мае 1813 года ополченцы Поволжья получили 15 тыс. французских ружей и приняли участие в осаде крепости Замостье и осаде Бреслау. Затем два пеших полка были включены в состав временного гарнизона Бреслау, а два других и конный полк находились на осаде Глогау.
Участие народных ополчений в кампании 1813 года явилось одной из решающих причин окончательного отступления Наполеона во Францию. Составляя резервы действующей армии, они позволили последней безбоязненно продвигаться в глубь территории, оставляя в тылу города и крепости занятые французскими войсками. Из десяти взятых крепостей на долю ополчения приходится восемь. В осаде трех сильнейших (Замостье, Глогау, Дрезден) участвовали Симбирские полки, находясь всегда в первой линии русских войск.
К осени 1814 года народное ополчение выполнило поставленную задачу и 28 октября начался его роспуск. Часть ополченцев добровольно вступила в регулярную армию и дошла до Парижа.

### Командование
III-й (Поволжский) округ ополчения — генерал-лейтенант П. А. Толстой.
- Казанского и Вятского ополчения — генерал-майор Д. А. Булыгин;
- Нижегородского ополчения — действит. камергер, князь Г. А. Грузинский[8];
- Пензенского ополчения — генерал-майор Н. Ф. Кишенский[9];
- Костромского ополчения — генерал-лейтенант П. Г. Бардаков;
- Симбирского ополчения — действительный статский советник Д. В. Тенишев;

## Казаки в Народном ополчении
Согласно Манифесту 18 (30) июля 1812 года бойцов ополчения организовывали в полки конных и пеших казаков, где под казаками понимались не представители казачьего военного сословия, а легковооруженные ратники. Помимо них были ещё пешие егери. Однако отход Русских армий к Москве вынудил российскую власть усилить «народное вооружение» и приступить к организации казачьих ополчений из представителей особого военного сословия.
В Украинских губерниях создали казачье ополчение (оно состояло из 22 полков), а также и два земских Полтавское и Черниговское земские ополчения, которые насчитывали 70—75 тысяч человек. В Херсонской губернии на средства Бугского казачьего войска содержалась дружина из 500 казаков. Однако дружина не принимала участие в военных операциях, так как служила на кордонах, установленных из-за эпидемии чумы, случившейся осенью 1812 года.
12,7 тысяч человек вошли в состав 22 ополченских полков, организованных Войском Донским. К ним примкнули 4 полка из «служивых казаков», нёсшие военную службу и занимающиеся строительными работами в Новочеркасске.
На землях, подведомственных Оренбургскому военному губернатору князю Г. С. Волконскому, удалось организовать 23 казачьих полка, каждый из которых состоял из 500 человек (18 башкирских, 2 мещерякских, Оренбургский № 3, 2-й Тептярский и Уральский № 5). Кроме того, был организован Оренбургский атаманский казачий полк численностью 1000 человек. Все эти полки общей численностью 13 тысяч человек были созданы от Башкиро-мещерякского иррегулярного войска, Оренбургских и Уральских казачьих войск.
Лифляндская губерния сформировала из 2000 человек «конную милицию», которая позже была преобразована в казачий полк штатной численностью 800 человек.
Помимо этого, усиление действующей армии происходило благодаря частной инициативе дворянства, создававшего временные вооруженные формирования. Так, Санкт-Петербургское ополчение численностью более 1 тысячи человек было организовано из государственных крестьян Вологодской и Олонецкой губерний. А в Тверской-Ямской казачий полк вошли ямщики тракта Петербург — Москва. Благодаря разрешению, данному губернатору Псковской губернии о приёме на службу «на правилах временного ополчения» российских подданных, бежавших из захваченных Западных губерний, были сформированы боевые отряды из бойцов лесной стражи Лесного департамента Министерства финансов. Егери из Курляндии сформировали «Корпус курляндских стрелков», в который входило несколько сотен бойцов. Примерно 200 ратников удалось набрать из дерптских и перновских лесных поместий.
1-й егерский полк в Московском ополчении был создан на собственные деньги тайного советника Н. Н. Демидова, а 1-й пеший — князя Гагарина, и кроме того в Твери был организован Батальон великой княгини Екатерины Павловны, в который вошли удельные крестьяне из 12 губерний. Помещик из Херсонской губернии В. П. Скаржинский сформировал собственный отряд, а Д. Е. Лесли вместе с семьёй создал из своих крестьян «конную сотню братьев Лесли Смоленского ополчения». Это формирование воевало в составе действующей армии. А ополчение из Дмитровского уезда Орловской губернии вошло в состав действующей армии, находящейся в Могилевской губернии.
Кроме того, создавались подразделения из добровольцев, куда могли вступить «лица свободного состояния», такие как дворяне, чиновники, мещане и др. Вербовка в такие отряды была в Москве,
Санкт-Петербурге и Прибалтике. Благодаря начинаниям дворянства были организованы Московские казачьи полки графа М. А. Дмитриева-Мамонова и графа Салтыкова. Дворянство Санкт-Петербурга создало свои полки. 1-й петербургский волонтерный казачий полк «Смертоносный» организовал отставной поручик граф Ф.М. де Оливер (Оливейр), приняв на себя командование полком. Позже полковник А. А. Яхонтов сформировал 2-й петербургский волонтерный казачий полк «Александрийский», а отставной штабс-капитан барон К.К. фон Боде организовал свой полк. Комплектация за счёт вербовки «вольных» людей вызывала трудности (например, М. А. Дмитрию-Мамонову так и не удалось до конца 1812 года укомплектовать полностью свой полк), а потому проблему решали по-разному. Так, полк, организованный П. И. Салтыковым, пополнил Иркутский гусарский полк. А полки А. А. Яхонтова и барона К.К. фон Боде были дополнены (наполовину) ратниками ополчения от Петербургского Устроительного комитета. В Прибалтике отставные поручики К. К. Шмит и К. Нирот возглавили «Курляндский корпус вольных конных и пеших егерей» и «Волонтерную казачью сотню» из добровольцев остзейских губерний, общая численность которых составляла несколько сотен человек.
В самые напряженные моменты боевых действий губернские ополчения выполняли роль дополнительного ресурса для Главной армии. 15 дружин Петербургского ополчения, пополнив армейские корпуса генерала П. Х. Витгенштейна, помогли в начале октября 1812 года освободить от неприятеля Полоцк. Ополченцы Московского, Смоленского, Тверского, Ярославского, Тульского, Калужского, Санкт-Петербургского и Новгородского земских губернских войск, Донских, Малороссийских и Башкирских казачьих полков, а также отдельные подразделения принимали участие в действиях Главной армии при преследовании наполеоновских полков. Поволжское резервное ополчение, подкреплённое в конце 1812 года казачьими подразделениями и Рязанским губернским войском, не принимало участие в военных действиях на российских землях, так как было командирована в Малороссийские губернии, а позже в Волынскую.
Казаки из ополчения серьёзно укрепили легкую кавалерию М. И. Кутузова и способствовали успеху «малой войны», а также оказали существенную поддержку при преследовании отступающих войск Наполеона. И всё же главной обязанностью земских войск была служба в тыловых гарнизонах, защита коммуникаций и конвоирование обозов и военнопленных, забота о раненых и больных в госпиталях и другие не строевые работы, что позволяло снять эту нагрузку с полевых частей.
Казачьи полки Земского ополчения в Отечественной войне 1812 года:
- Конный казак Московского ополчения, 1812—1813 гг.
- Казак и обер-офицер Московского Казачьего Графа Дмитриева-Мамонова полка, 1812—1814 гг.
- Егерь, пеший и конный казаки Тверского ополчения, 1812—1813 гг.
- Обер-офицер и пеший казак Владимирского ополчения, 1812—1813 гг.
- Пешие и конный казаки Рязанского ополчения, 1812—1813 гг.
- Казак Конных полков Тульского ополчения, 1812 г.
- Пеший и конный воины Нижегородского ополчения, 1813—1813 гг.
- Воин и штаб-офицер Конного полка Симбирского ополчения, 1813—1814 гг.
- Обер-офицер и казак задней шеренги Эскадрона Херсонского помещика Скаржинского, 1812—1814 гг.
- Казак Конных полков Черниговского ополчения, 1812—1815 гг.
- Казак и унтер-офицер Конных полков Полтавского ополчения, 1812—1815 гг.